# Chemillé-sur-Indrois
Chemillé-sur-Indrois là một xã thuộc tỉnh Indre-et-Loire trong vùng Centre-Val de Loire ở miền trung nước Pháp. Theo điều tra dân số năm 2006 của INSEE có dân số 213 người. Xã nằm ở khu vực có độ cao từ 82-142 mét trên mực nước biển.
Sông Indrois chảy theo hướng tây qua thị trấn.